# Rivière Boucanée
Pour les articles homonymes, voir Boucané.
La rivière Boucanée est un affluent du lac Pohénégamook, coulant dans la partie Sud de la péninsule gaspésienne, dans les municipalités de Saint-Athanase et de Pohénégamook, dans la municipalité régionale de comté (MRC) de Témiscouata, dans la région administrative du Bas-Saint-Laurent, au Québec, au Canada.
La rivière Boucanée se déverse sur la rive ouest du lac Pohénégamook, lequel constitue le plan d'eau le plus important sur le cours de la rivière Saint-François. Cette dernière se déverse sur la rive Nord de la rivière Saint-François. Cette dernière coule à son tour vers le Sud en traversant le Beau Lac, puis vers le Sud-Est en traversant le lac Glacier, jusqu’à la rive Nord du fleuve Saint-Jean au Nouveau-Brunswick. Ce dernier coule d'abord vers l'Est, puis vers le Sud-Est en traversant tout le Nouveau-Brunswick et se déverse sur la rive Nord de la Baie de Fundy laquelle s’ouvre vers le Sud-Ouest sur l’océan Atlantique.
Le cours de la rivière Boucanée est accessible par le chemin de la Rivière-Noire et par la route 289.

## Géographie
La rivière Boucanée prend sa source à l’embouchure du lac Boucané (longueur : 0,7 km ; altitude : 497 m) dans la municipalité de Saint-Athanase, dans les monts Notre-Dame.
Cette source est située à :
- 3,0 km au Nord-Ouest du centre du village de Saint-Athanase ;
- 5,6 km au Sud-Est de la limite de la MRC de Kamouraska ;
- 5,0 km au Sud-Ouest du lac des Huards ;
- 13,2 km au Nord de la confluence de la rivière Boucanée ;

À partir de sa source, la rivière Boucanée coule sur 16,1 km selon les segments suivants :
- 0,8 km vers le Sud-Est dans la municipalité de Saint-Athanase, jusqu'au pont du Chemin de la Rivière-Noire ;
- 4,5 km vers le Nord-Est, jusqu’au pont du Chemin du rang Tom-Fox ;
- 1,6 km vers le Sud-Est, jusqu’à la limite de la municipalité de Pohénégamook ;
- 1,0 km vers le Nord-Est, jusqu’à la décharge du Lac au Foin et du Lac Alphonse (venant du Nord) ;
- 3,8 km vers le Nord-Est, jusqu’au pont ferroviaire du Canadien National ;
- 1,6 km vers le Nord-Est, en coupant deux fois le chemin du rang Ignace-Nadeau, jusqu’au ruisseau des Cèdres (venant du Nord-Ouest) ;
- 2,8 km vers l’Est, en coupant la route 289 (rue Principale), en passant au Sud de la montagne de la Croix et en coupant le chemin de la Tête-du-Lac (soit le chemin de la rive Ouest du lac Pohénégamook), jusqu’à la confluence de la rivière[2].

La rivière Boucanée se déverse sur la rive Ouest du Lac Pohénégamook à Pohénégamook. La confluence de la « rivière Boucanée » est dans la partie Ouest de la Saint-Elzéar-de-Témiscouata. Cette confluence est située à :
- 1,6 km au Nord du centre du village de Saint-Éleuthère (Québec) ;
- 2,6 km au Sud de la principale source du Lac Pohénégamook ;
- 6,5 km au Nord-Ouest de l’embouchure du Lac Pohénégamook.

## Toponymie
Le terme « boucané » est lié au lac et à la rivière. Ce terme fait référence à la conservation de la viande en la boucanant au-dessus du feu, normalement sous un abri, donnant ainsi une saveur à la viande.
Le toponyme Rivière Boucanée a été officialisé le 5 décembre 1968 à la Commission de toponymie du Québec.